# Sunipia pallida
Sunipia pallida är en orkidéart som först beskrevs av Leonid Vladimirovitj Averjanov, och fick sitt nu gällande namn av Leonid Vladimirovitj Averjanov. Sunipia pallida ingår i släktet Sunipia och familjen orkidéer.
Artens utbredningsområde är Vietnam. Inga underarter finns listade i Catalogue of Life.